# Leptoperla dahmsi
Leptoperla dahmsi är en bäcksländeart som beskrevs av Günther Theischinger 1984. Leptoperla dahmsi ingår i släktet Leptoperla och familjen Gripopterygidae. Inga underarter finns listade i Catalogue of Life.